# 大卫·A·卡朋特
大卫·A·卡朋特（英語：David A. Carpenter，1947年—）是一位英国历史学家和作家，伦敦国王学院中世纪历史教授，专攻亨利三世时期的英格兰。